# Bala község
Bala község (románul: Comuna Băla) község Maros megyében, Romániában. Központja Bala, hozzá tartozik Nagyercse.

## Népessége
A 2011-es népszámlálás adatai alapján a község népessége 756 fő volt.